# Ghiacciaio Giridava
Il ghiacciaio Giridava è un ghiacciaio lungo circa 2,4 km e largo circa 1,1, situato sull'isola Clarence, nelle isole Shetland Meridionali, un arcipelago antartico situato poco a nord della Penisola Antartica. Il ghiacciaio si trova in particolare sulla costa sud-occidentale  dell'isola, poco a nord del ghiacciaio Skaplizo, dove fluisce verso nord-ovest a partire dal versante occidentale del monte Irving, nella cresta Urda, fino a entrare nella cala Chinstrap, poco a est di punta Vaglen e poco a sud del termine del ghiacciaio Bersame.

## Storia
In seguito alla spedizione Tangra 2004/05, il ghiacciaio Giridava è stato così battezzato nel 2005 dalla commissione bulgara per i toponimi antartici in onore del villaggio di Giridava, nella Bulgaria settentrionale.